# فرانسوا الأول، دوق نيفير
فرانسوا الأول دي كليفز (بالفرنسية: François Ier de Nevers)‏ (2 سبتمبر 1516 - 13 فبراير 1561)؛ كان قائداً في الجيش الملكي الفرنسي، هو أول دوق نيفير؛ شارك في قمع مؤامرة أمبواز في 1560.
هو أبن الوحيد لـ شارل الثاني دي كليفز، كونت نيفير وماري دي ألبرت، كونتيسة ريثل، خلف والده في 1521 كـ كونت نيفير وكونت أو، وفي 1539 أصبح دوق نيفير، وعندما توفيت والدته في 1549 أصبح كونت ريثل.
تزوج في 1538 من مارغريت دي بوربون-لامارش أبنة شارل دي بوربون، دوق فندوم وفرانسواز دي ألونسون شقيقة أنطوان ملك نافارا والد في المستقبل هنري الرابع ملك فرنسا؛ وأنجبت مارغريت لـ فرانسوا خمسة أبناء:-
1. فرانسوا الثاني، دوق نيفير (1562-1540)؛ الدوق الثاني خلفاً لوالده، تزوج من آن دي بوربون أبنة لويس، دوق مونتبنسير.
2. هنرييت (1601-1542)؛ تزوجت من لويس غونزاغا، أصبحت الدوقة الرابعة بعد وفاة أشقائها.
3. جاكوب، دوق نيفير (1564-1544)؛ الدوق الثالث.
4. كاثرين (1633-1548)؛ تزوجت من هنري الأول، دوق غيس.
5. ماري (1574-1553)؛ تزوجت من هنري، أمير كوندي.